# Георг Грозер
Георг Грозер (Georg Grozer, угор. György Grózer; нар. 27 листопада 1984, Будапешт, Угорщина) — німецький волейболіст, діагональний нападник. Бронзовий призер чемпіонату світу, віцечемпіон Європи і учасник Олімпійських ігор. Переможець Ліги чемпіонів ЄКВ, Кубка ЄКВ і клубного чемпіонату світу.

## Життєпис
Народжений 27 листопада 1984 року в Будапешті.
У дитинстві та юності займався і грав в угорських клубах «Вашаш» (1992—1998), «Дунаферр» (Dunaferr, 1998—2000), «Комета» (Капошвар, 2000—2002). Першим закордонним клубом був німецький «Мерзер» (Moerser Sportclub, 2002—2008), наступними — італійський «Ессе-Ті Каріло» (Лорето, від 22 квітня 2008, замінив німця Кристіана Дюннеса, якому зробили операцію на правому плечі), «Фрідріхсгафен» (Німеччина, 2008—2010), «Ресовія» (Ряшів, 2010—2012), «Білогір'я» (Білгород, 2012—2015), південнокорейський «Самсунґ Блюфанґс» (2015—2016), китайський «Шанхай Ґолден Ейдж», катарський «Аль Арабі», «Локомотив» (Новосибірськ, сезон 2017—2018, тут зазнав травми). У лютому 2018 внаслідок обміну опинився в «Білогір'ї». За інформацією «БІЗНЕС Online», головною причиною обміну були його часті конфлікти з тренером Пламеном Костянтиновим, також напруженість в їхніх стосунках негативно позначалася як на робочому процесі, так і на атмосфері в команді. Улітку 2018 перейшов до санкт-петербурзького «Зеніта», де грав до закінчення сезону 2019—2020, який завершився передчасно через пандемію коронавірусу.
У 2020 році перейшов до італійського клубу «Gas Sales Bluenergy» (П'яченца), після сезону 2020—2021 — до лав «Веро Воллею» з Монци.

### Досягнення
- Чемпіон Німеччини: 2009, 2010
- Чемпіон Польщі 2012